# Stanisław Radkiewicz

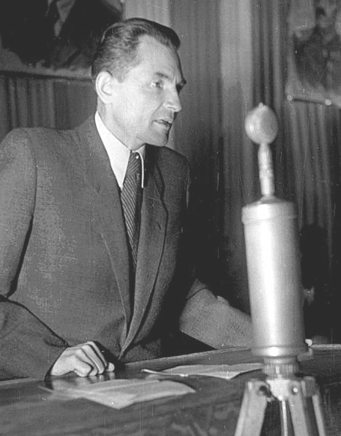
Stanisław Radkiewicz (1947)

Stanisław Radkiewicz (* 19. Januar 1903 in Razmierki, Russisches Kaiserreich, heute: Razmierki, Rajon Iwazewitschy, Breszkaja Woblasz, Belarus; † 13. Dezember 1987 in Warschau) war ein Politiker der Polnischen Vereinigten Arbeiterpartei (PZPR) in der Volksrepublik Polen, der unter anderem zwischen 1944 und 1954 Minister für öffentliche Sicherheit sowie von 1954 bis 1956 Minister für staatliche landwirtschaftliche Betriebe war. Als Minister für öffentliche Sicherheit und Mitglied der Politbürokommission des Zentralkomitees der PZPR für öffentliche Sicherheit (1949 bis 1954) war er einer der Hauptvollstrecker der Stalinisierungspolitik in Polen, der Anwendung organisierter Gewalt zur Befriedung der Gesellschaft, und wurde 1957 wegen der Gesetzesverstöße, für die er wegen seines Handelns als Minister für öffentliche Sicherheit verantwortlich gemacht wurde, aus der PZPR ausgeschlossen.

## Leben
Stanisław Radkiewicz, Sohn von Franciszek und Paulina, besuchte die Sekundarschule sowie von 1923 bis 1924 die Kommunistische Universität der nationalen Minderheiten des Westens in Moskau. Nachdem er dem Kommunistischen Jugendverband Polens KZMP (Komunistyczny Związek Młodzieży Polski,) sowie 1925 der Kommunistischen Partei Polens KPP (Komunistyczna Partia Polski) beigetreten war, betätigte er sich in der Zwischenkriegszeit als kommunistischer Aktivist und war unter anderem Parteisekretär im Polnischen Kohlebecken (Zagłębie Dąbrowskie). Nach dem Überfall auf Polen, der deutschen Besetzung Polens und der sowjetischen Besetzung Ostpolens befand er sich während des Zweiten Weltkrieges in der Sowjetunion und diente zwischen 1940 und 1942 als Leutnant der Roten Armee im Verwaltungsdienst an der Westfront. Am 15. August 1943 meldete er sich freiwillig zur Polnischen Armee in der Sowjetunion (Polskie Siły Zbrojne w ZSRR) und war unter anderem stellvertretender Kommandeur des 2. Leichten Artillerieregiments der 2. Infanteriedivision. Er fungierte 1944 als stellvertretender Sekretär des Zentralbüros der polnischen Kommunisten in der UdSSR und war zudem Aktivist im Bund Polnischer Patrioten ZPP (Związek Patriotów Polskich), deren Hauptvorstand er von April bis Juli 1944 als Mitglied angehörte. Auf Antrag des ZPP-Hauptvorstands wurde er am 25. Juli 1944 Kooptiertes Mitglied des Landesnationalrates KRN (Krajowa Rada Narodowa) und fungierte zudem von Juli bis Dezember 1944 als Leiter der Abteilung für öffentliche Sicherheit des Polnischen Komitees der Nationalen Befreiung PKWN (Polski Komitet Wyzwolenia Narodowego).
Damit wurde Radkiewicz, der zunächst Brigadegeneral und am 22. Juli 1947 Generalmajor der Volksarmee (Ludowe Wojsko Polskie) wurde, de Facto als Minister für öffentliche Sicherheit (Minister Bezpieczeństwa Publicznego) und bekleidete dieses Amt im ersten bis dritten Kabinett Osóbka-Morawski (22. Juli 1944 bis 6. Februar 1947), im ersten Kabinett Cyrankiewicz (6. Februar 1947 bis 20. November 1952), im Kabinett Bierut (20. November 1952 bis 18. März 1954),, im zweiten Kabinett Cyrankiewicz (18. März bis 7. Dezember 1954), woraufhin am 7. Dezember 1954 Władysław Dworakowski als Vorsitzender des Komitees für Öffentliche Sicherheit (Komitet do Spraw Bezpieczeństwa Publicznego) seine Nachfolge antrat. Zugleich wurde er im August 1944 Mitglied des Zentralkomitees (ZK) der Polnischen Arbeiterpartei PPR (Polska Partia Robotnicza) beziehungsweise der am 15. Dezember 1948 daraus hervorgegangenen Polnischen Vereinigten Arbeiterpartei PZPR (Polska Zjednoczona Partia Robotnicza). Zugleich wurde er am 20. Dezember 1945 Mitglied des Politbüros des ZK der PPR beziehungsweise am 15. Dezember 1948 der PZPR. Als Minister für öffentliche Sicherheit und Mitglied der Politbürokommission des Zentralkomitees der PZPR für öffentliche Sicherheit (1949 bis 1954) war er einer der Hauptvollstrecker der Stalinisierungspolitik in Polen, der Anwendung organisierter Gewalt zur Befriedung der Gesellschaft.

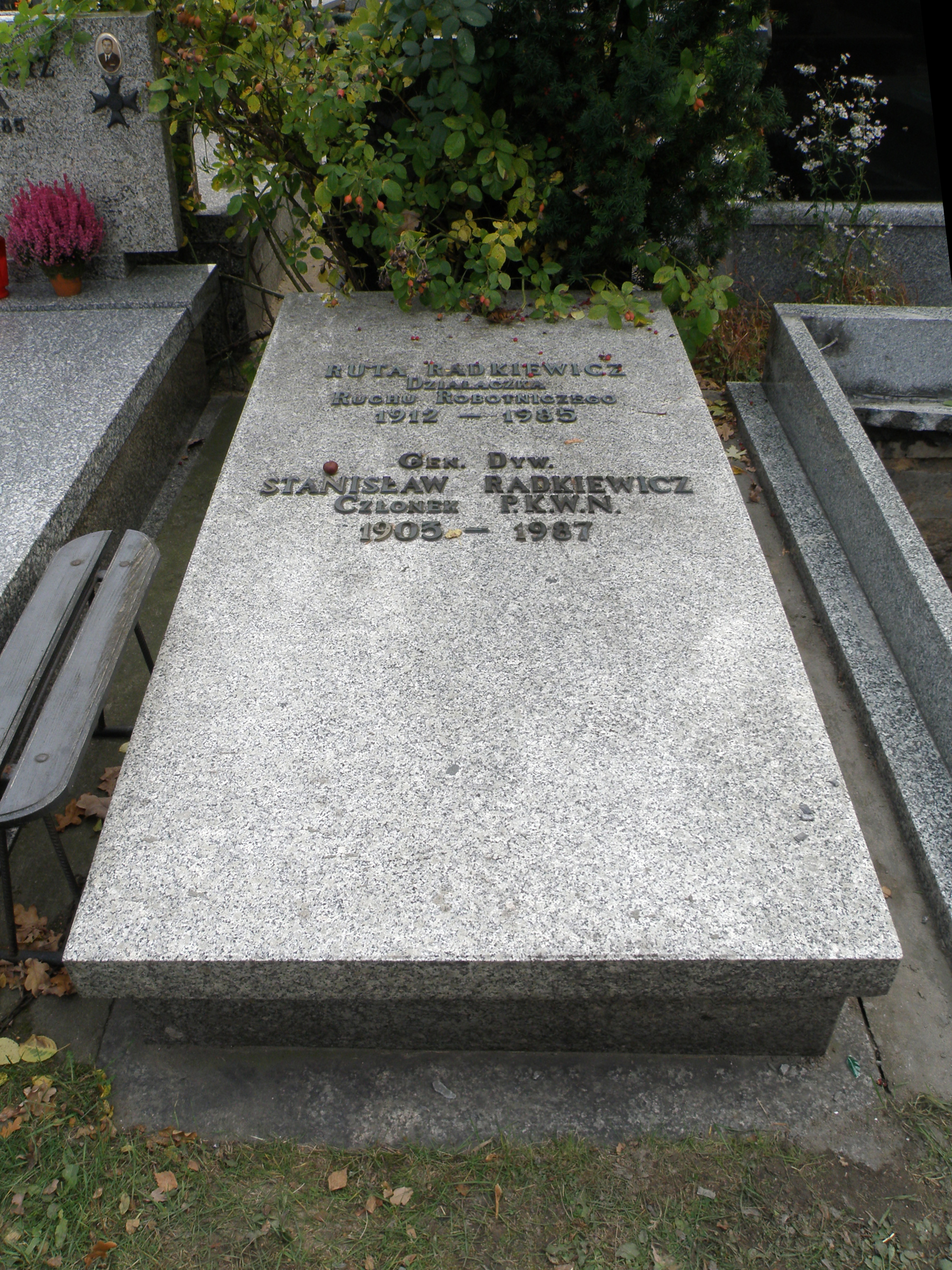
Grabstätte von Stanisław und Ruta Radkiewicz auf dem Warschauer Powązki-Militärfriedhof.

Des Weiteren war Stanisław Radkiewicz von 1947 bis 1952 Mitglied des Gesetzgebenden Parlaments beziehungsweise in der ersten Legislaturperiode zwischen dem 20. November 1952 und dem 20. November 1956 Mitglied des Sejm. Im Zuge der Umbildung des zweiten Kabinetts Cyrankiewicz löste er nach Selbstkritik Stanisław Radkiewicz am 7. Dezember 1954 Hilary Chełchowski als Minister für staatliche landwirtschaftliche Betriebe (Minister Państwowych Gospodarstw Rolnych) ab und bekleidete dieses Ministeramt bis zu seiner Ablösung durch Mieczysław Moczar am 19. April 1956. Im Juli 1955 wurde er zum Rücktritt aus dem Politbüro des Zentralkomitees der Polnischen Vereinigten Arbeiterpartei überredet. Trotz der Prozesse gegen Roman Romkowski, Józef Różański und Anatol Fejgin blieb er völlig straffrei. Er wurde allerdings am 18. Mai 1957 wegen der Gesetzesverstöße, für die er wegen seines Handelns als Minister für öffentliche Sicherheit verantwortlich gemacht wurde, aus dem ZK der PZPR und der Partei ausgeschlossen. 1958 wurde er Mitarbeiter im Amt für staatliche Reserven (Urząd Rezerw Państwowych) und fungierte dort von 1958 bis 1963 als Direktor der dortigen Abteilung für Planung und Investitionen sowie zwischen 1963 und 1968 als Generaldirektor des Amtes für staatliche Reserven, ehe er 1968 in den Ruhestand trat. Nach seinem Tode wurde er auf dem Warschauer Powązki-Militärfriedhof beigesetzt.
Für seine Verdienste in der Volksrepublik Polen erhielt er den Orden des Banners der Arbeit 1. und 2. Klasse, den Orden des Grunwald-Kreuzes 2. Klasse sowie die Medaille „Für die Teilnahme an den Kämpfen zur Verteidigung der Volksregierung“.